# Marcel Wanders

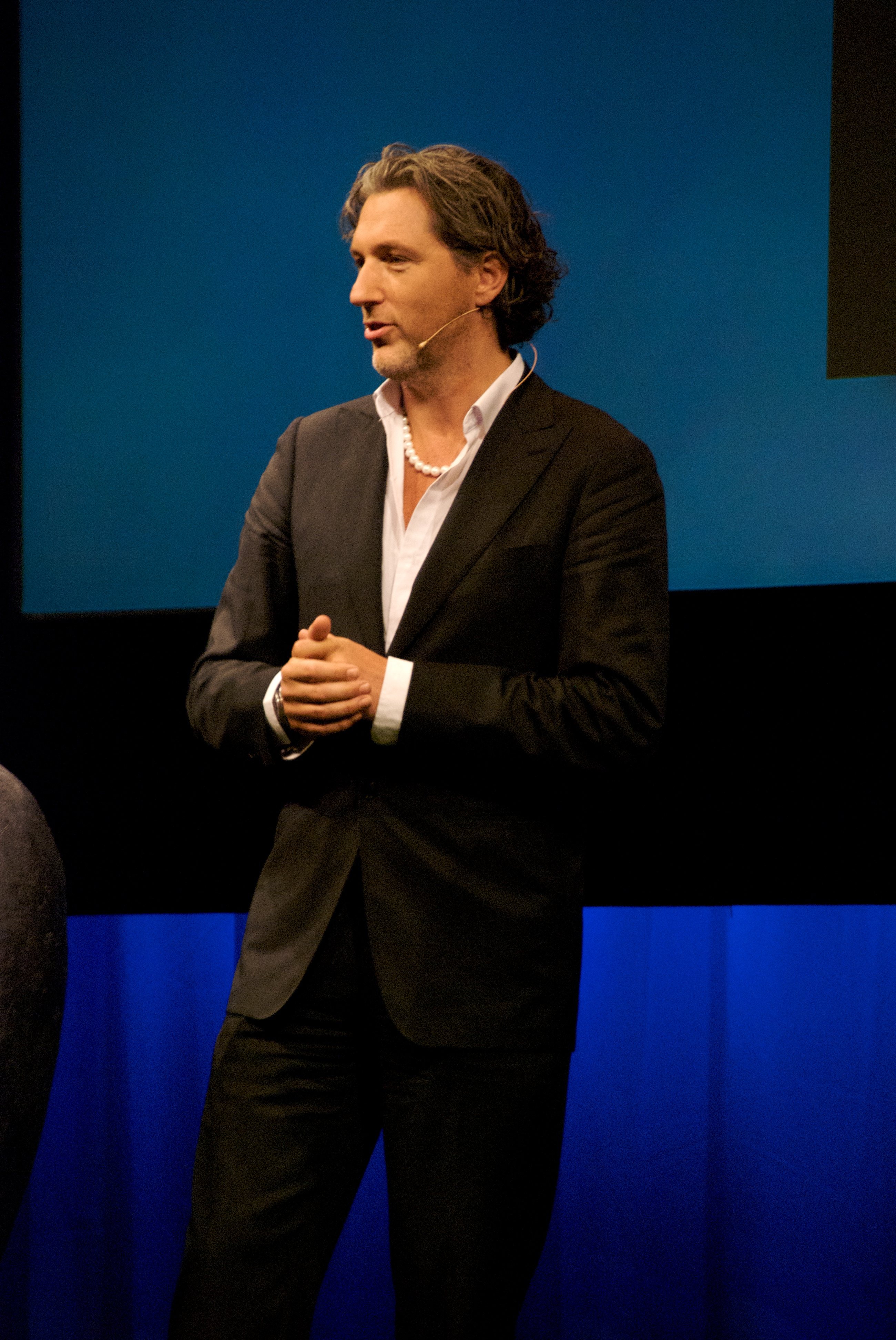
Marcel Wanders, 2008

Marcel Wanders (* 2. Juli 1963 in Boxtel/Niederlande) ist ein niederländischer Designer.

## Leben
Marcel Wanders wurde 1963 südlich von Amsterdam in Boxtel geboren. Der gebürtige Niederländer studierte in Maastricht und Hasselt in Belgien und schloss sein Studium 1988 an der Kunstakademie in Arnheim ab. Im Anschluss arbeitete er 4 Jahre als freier Designer. 1992 wurde Wanders Partner von Waac’s Design & Consults in Rotterdam. 1995 gründete er dann sein eigenes Designbüro „Wanders Wonders“. 2001 trat der Designer einen Teil seines Büros ab, woraus das heute sehr bekannte Unternehmen Moooi entstand. „Wanders Wonders“ ist eine unabhängige Unternehmensgruppe im Bereich Produktdesign. Hier entwirft Wanders bis heute für bekannte Unternehmen, wie British Airways, Boffi, Cappellini, Droog Design, Flos S.p.A., Cassina, Magis und Moooi.

## Werke
1996 entwarf Wanders eines seiner bekanntesten Produkte, den „Knotted Chair“.
Dieser Stuhl verschaffte dem Designer den Durchbruch in die internationale Designerbranche. Ein weiterer Entwurf, der den Designer auszeichnet ist die Tischleuchte „B.L.O.“. Das besondere an dieser Leuchte ist, dass sie durch Pusten an- oder ausgeschaltet werden kann. Wanders’ Werke sind in verschiedenen Museen ausgestellt. Dazu gehören beispielsweise das San Francisco Museum of Modern Art und das Museum of Modern Art in New York.
2000 war Marcel Wanders Mitbegründer der Design-Marke Moooi als Art Director und prägte das Design der Firma stark.
2008 entwarf Marcel Wanders das gesamte Interieur des Hotels Kameha Grand Bonn. Wanders betont mit neobarocker und detailverliebter Innenarchitektur die Einzigartigkeit des Life&Style Hotels am Bonner Bogen. Besonderes Highlight sind die von ihm kreierten Themen-Suiten, die auf die individuellen Bedürfnisse und Wünsche der Gäste eingehen – egal, ob „Workaholic Suite“ mit allen Funktionen und Ausstattungen eines modernen Büros oder den „Play Hard Suiten“ mit Putting-Green, Flipperautomat und Wii-Konsole. Eröffnet wurde das von Wanders designte Hotel im November 2009.

## Auszeichnungen
Wanders gewann für seine Produkte eine Vielzahl an Auszeichnungen. Zum Beispiel gewann er für den „Knotted Chair“ den Rotterdam Design Preis (public prize).
2000 erhielt Wanders den „Alterpoint Design Award“.
2001 wurde Wanders in der Kategorie „Designer des Jahres“ nominiert.
2010 erhielt Wanders neben dem Architekten Karl-Heinz Schommer den MIPIM Award in der Kategorie Hotels und touristische Resorts für die Inneneinrichtung des Kameha Grand Bonn.

## Ausstellungen
- 2014: Marcel Wanders: Pinned Up at the Stedelijk – 25 Years of Design., Stedelijk Museum, Amsterdam.[2]